# Argulus ichesi
Argulus ichesi is een visluizensoort uit de familie van de Argulidae. De wetenschappelijke naam van de soort is voor het eerst geldig gepubliceerd in 1910 door Bouvier.